# Medea (Legouvé)
Medea è una tragedia in tre atti ed in versi di Ernest Legouvé.
Fu rappresentata a Parigi nel 1856, in una traduzione in italiano e nell'interpretazione di Adelaide Ristori.
L'opera era stata scritta nel 1854 per la celebre Rachel.
L'autore segue le tracce di Euripide e Seneca, ma nella sua opera pone di fronte le due mogli di Giasone più spesso. La loro rivalità diventa la novità e l'interesse dell'opera, che diventa più dolce, ma anche più debole dei suoi grandi modelli.